# Vol Air Mauritanie 625
Le vol Air Mauritanie 625 était un vol intérieur régulier, assuré par un Fokker F28 d'Air Mauritanie, qui s'est écrasé lors de l'atterrissage à l'aéroport de Tidjikja (en), en Mauritanie, le 1er juillet 1994, durant une tempête de sable. 
Les 4 membres d'équipage et 76 des 89 passagers ont été tués dans l'accident. Il reste à ce jour l'accident aérien le plus meurtrier impliquant un Fokker 28,  ainsi que le pire survenue en Mauritanie.

## Avion
L'appareil impliqué était un Fokker F28-4000 (numéro de série 11092), qui a effectué son vol inaugural le 3 juillet 1975. Cet avion de ligne court-courrier était propulsé par deux turboréacteurs RB.183-555-15H. Le 30 juillet 1976, l'avion a été livré à Linjeflygavec l'immatriculation PH-SIX. En avril 1978, il a été transféré à NLM CityHopper (en) le 17 avril. 
Le 27 avril 1979, l'avion a été loué à Libyan Arab Airlines, sans changer son immatriculation. Le 15 décembre 1983, l'appareil est vendu à Air Mauritanie, et l'immatriculation est changée en 5T-CLF.

## Accident
L'atterrissage s'est effectué alors qu'une tempête de sable réduisait considérablement la visibilité sur l'aéroport. Le vol 625 avait effectué plusieurs approches vers l'aéroport avant de faire un atterrissage brutal, lors d'une nouvelle tentative d'atterrissage, ce qui a provoqué l'affaissement du train d'atterrissage avant et l'avion a alors glissé hors de la piste, avant de s'écraser contre un affleurement rocheux et de s'embraser. Seuls 13 passagers ont survécu tandis que les 4 membres d'équipage et les 76 autres passagers périssent dans l'accident.